# Saint-Parres-lès-Vaudes
Saint-Parres-lès-Vaudes is een gemeente in het Franse departement Aube (regio Grand Est). De plaats maakt deel uit van het arrondissement Troyes. Saint-Parres-lès-Vaudes telde op 1 januari 2022 1.079 inwoners.

## Geografie
De oppervlakte van Saint-Parres-lès-Vaudes bedroeg op 1 januari 2022 3,08 vierkante kilometer; de bevolkingsdichtheid was toen 350,3 inwoners per km².
De onderstaande kaart toont de ligging van Saint-Parres-lès-Vaudes met de belangrijkste infrastructuur en aangrenzende gemeenten.

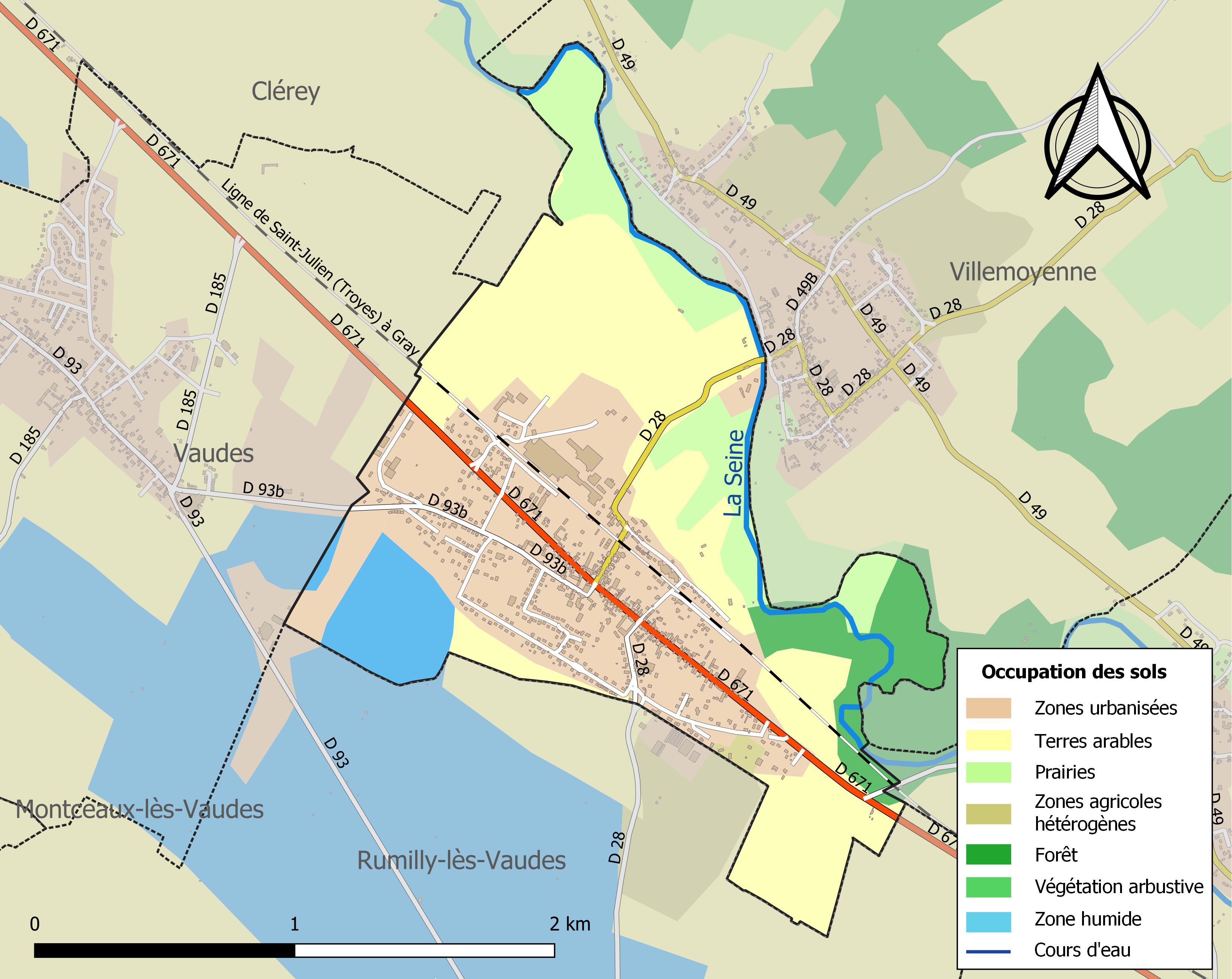

## Demografie
Onderstaande figuur toont het verloop van het inwonertal (bron: INSEE-tellingen).

Vanwege een beveiligingsprobleem met de MediaWiki Graph-software is het momenteel niet mogelijk deze grafiek weer te geven. Zodra de software is bijgewerkt zal de grafiek vanzelf weer zichtbaar worden.